# Wild Wild Love
«Wild Wild Love» —en español: «Salvaje, Salvaje, Amor»— es una canción del rapero estadounidense Pitbull con la colaboración de la banda estadounidense G.R.L. Fue lanzado como sencillo el 25 de febrero de 2014 por el sello RCA Records. Alcanzó la sexta ubicación de la lista de sencillos del Reino Unido y el número 30 del Billboard Hot 100 de los Estados Unidos.

## Video musical
El video musical fue filmado en febrero de 2014 y rodado en Miami y en la Mansión Playboy en Los Ángeles, California. donde dicha mansión incursionó con la participación de las Playmates Jaclyn Swedberg, Raquel Pomplun y Gemma Lee Farrell. Fue estrenado en el Facebook oficial de Pitbull el 31 de marzo de 2014.

## Posicionamiento en listas y certificaciones
| Lista (2014)                                | Mejor posición |
| ------------------------------------------- | -------------- |
| Australia (ARIA)                            | 10             |
| Bélgica (Flandes) (Ultratip Bubbling Under) | 3              |
| Bélgica (Valonia) (Ultratip Bubbling Under) | 3              |
| Canadá (Hot 100)                            | 22             |
| Escocia (The Official Charts Company)       | 3              |
| Estados Unidos (Billboard Hot 100)          | 30             |
| Estados Unidos (Rap Songs)                  | 3              |
| Estados Unidos (Pop Songs)                  | 15             |
| Finlandia (OFC)                             | 19             |
| Francia (SNEP)                              | 90             |
| Irlanda (IRMA)                              | 31             |
| Noruega (VG-lista)                          | 7              |
| Nueva Zelanda (Recorded Music NZ)           | 25             |
| Países Bajos (Mega Single Top 100)          | 87             |
| Perú (Ranking "Las 20 que vienen")          | 5              |
| Reino Unido (UK Singles Chart)              | 6              |
| Reino Unido (UK R&B Chart)                  | 2              |

| País      | Organismo certificador | Certificación | Ventas |
| --------- | ---------------------- | ------------- | ------ |
| Australia | ARIA                   | Platino       | 70 000 |